# Il grido d'angoscia dell'uccello predatore (20 tagli d'Aprile)
Il grido d'angoscia dell'uccello predatore (20 tagli d'Aprile) è un film del 2003 diretto da Nanni Moretti.
Fu presentato fuori concorso al 56º Festival di Cannes.

## Trama
Documentario in venti episodi di diversa durata realizzati utilizzando immagini girate, fra il 1993 ed il 1994, durante le riprese del film Aprile e non inserite nella pellicola.